# Parc de Kamenica
Le parc de Kamenica (en serbe cyrillique : Каменички парк ; en serbe latin : Kamenički park) est un parc public situé à Sremska Kamenica en Serbie, dans la municipalité de Petrovaradin et sur le territoire de la ville de Novi Sad. En raison de sa valeur, il est inscrit depuis 2005 sur la liste des monuments naturels de république de Serbie, et, avec le château Marczibányi-Karátsonyi, sur la liste des entités spatiales historico-culturelles de grande importance du pays (identifiant no PKIC 44).

## Localisation et configuration
Le parc de Kamenica est le plus ancien parc de la zone de Novi Sad. Il est situé à Sremska Kamenica sur la rive droite du Danube et sur les pentes septentrionales du massif de la Fruška gora.
Dans un sens restreint, il s'étend sur 25 ha et, dans un sens plus large, sur une superficie de 45 ha. La partie centrale est constituée par un plateau qui descend ensuite en pente vers le fleuve ; entre le plateau et la rive, le dénivelé est de 67 m.

## Histoire

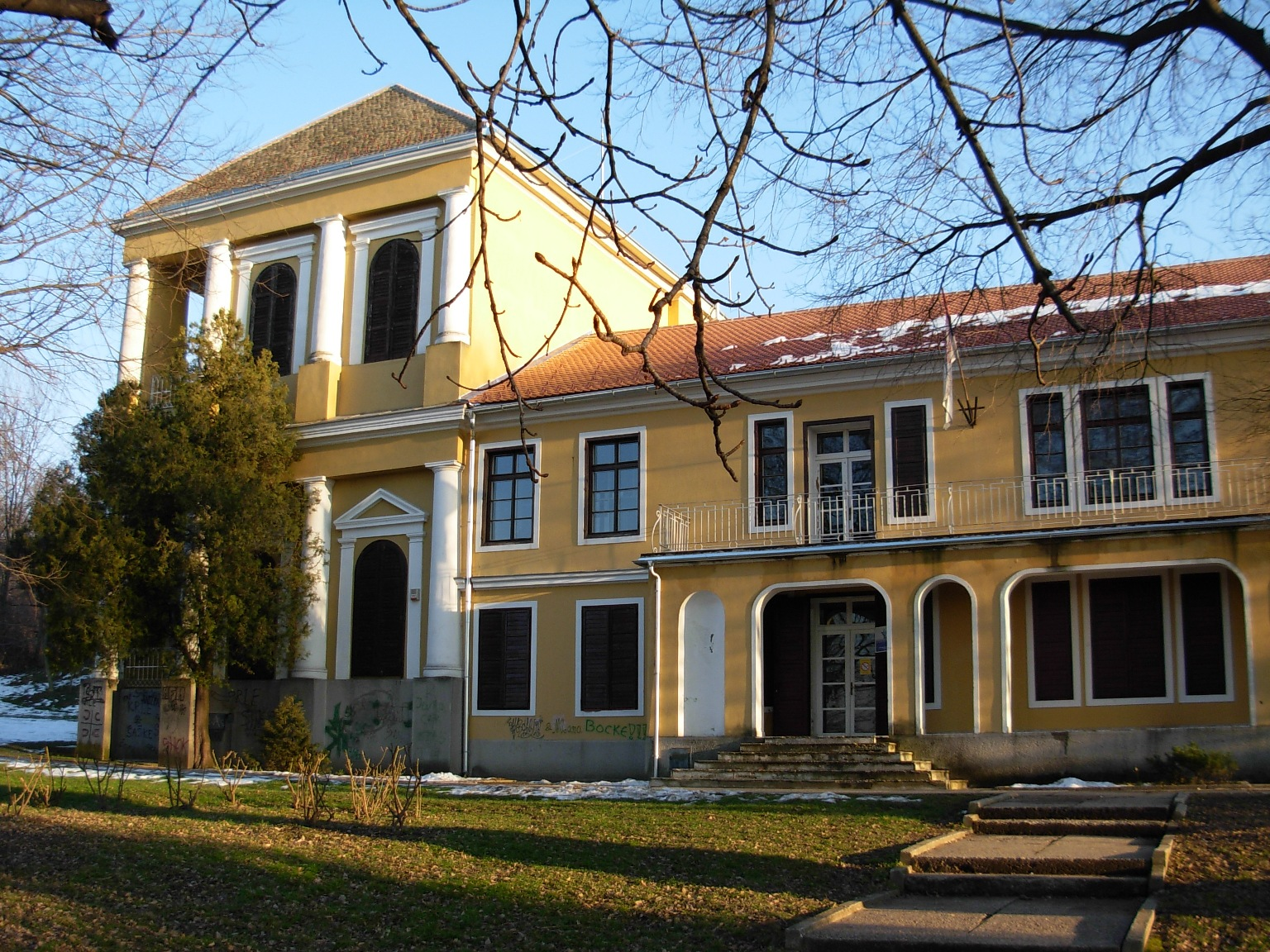
Le château Marczibányi-Karátsonyi

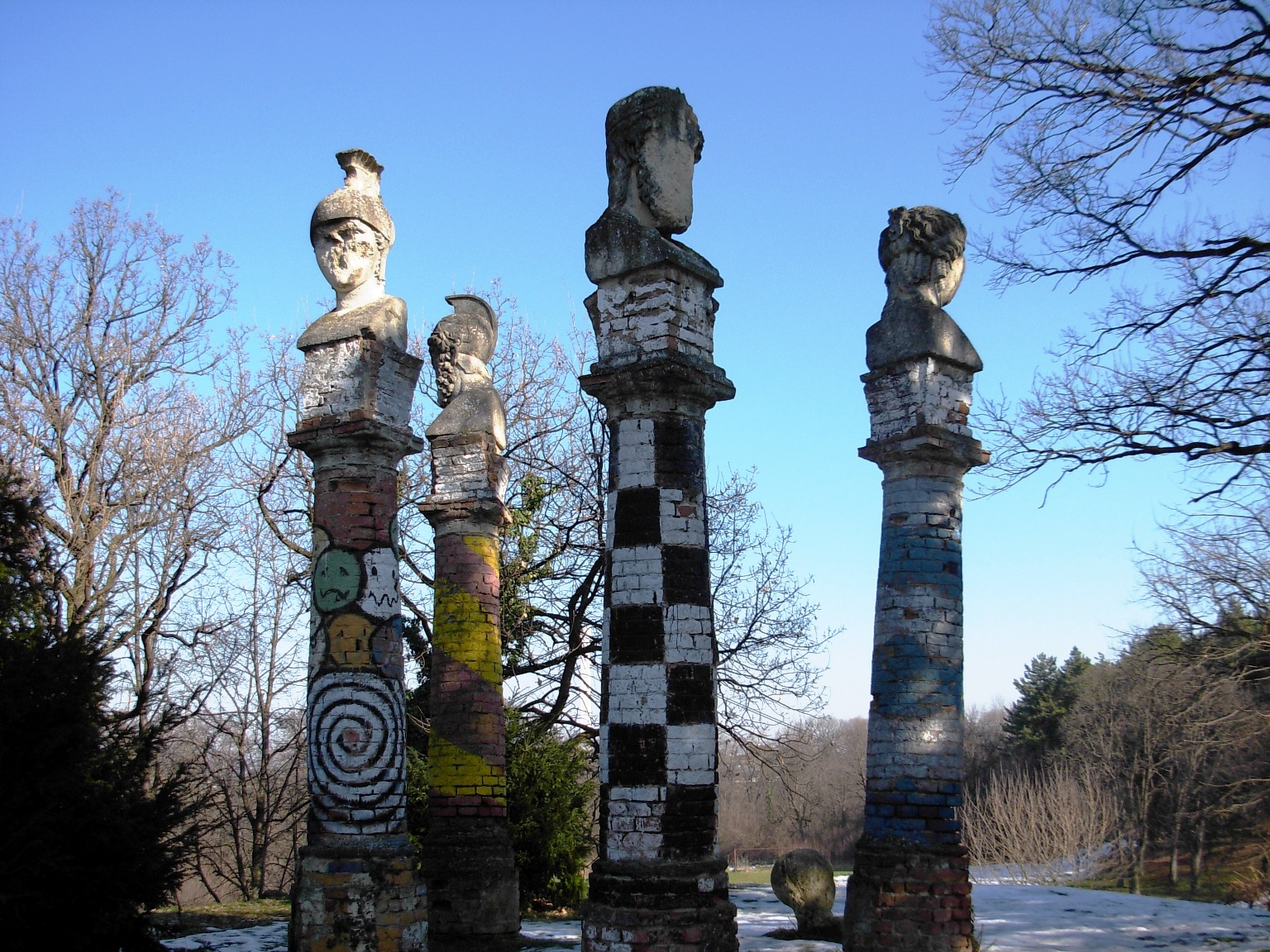
Les Cinq Tetes

En 1758, le comte István Marczibányi, un conseiller de l'archiduchesse Marie-Thérèse d'Autriche, achète le domaine de Kamenica au baron Ifelin. Un château, de style classique y est construit par étapes entre 1797 et 1811. Après des travaux de reconstruction et d'agrandissement, il prend son apparence actuelle en 1834-1836,,. Au milieu du XIXe siècle, Mária Marczibányi épouse le comte Guido Karátsonyi de  Beodra (aujourd'hui Novo Miloševo) et la propriété reste dans les biens de la famille Karátsonyi jusqu'à la fin de la Première Guerre mondiale.
Autour du château, le comte Karátsonyi fait construire un jardin à l'anglaise. Il engage des spécialistes en horticulture et fait planter des arbres venus de toutes les parties du monde. Il fait aménager une promenade le long du Danube, des allées et un lac artificiel ; il fait installer des fontaines, des bancs de pierre, des jardinières avec des fleurs et des sculptures encore visibles aujourd'hui. Parmi ces sculptures, on peut citer les Cinq Têtes sur un buisson de roses, le Pilier de Pompéi, la Sphynge, Adam et Ève et la Jeune Fille allongée.
Après la Première Guerre mondiale, le château et le parc deviennent la propriété du royaume des Serbes, Croates et Slovènes. En 1919, l'officier américain John Frotingham et sa femme Jelena Lozanić fondent la Maison de l'Amitié serbo-américaine (Dom srpsko-američkog prijateljstva) et, en 1929, Frotingham rachète le château ainsi que 18 ha de parc et crée la Fondation John V. Frotingham. Dans l'entre-deux-guerres, le domaine change plusieurs fois de propriétaire et le château se détériore. L'administration de la banovine du Danube interdit le lotissement et la vente du parc ainsi que l'abattage des arbres. En revanche, pendant la Seconde Guerre mondiale, huit bunkers en béton y sont construits, faisant face à Novi Sad.
Après la guerre, le château et le parc deviennent un domaine public. En 1961, l'école élémentaire Jovan Jovanović Zmaj est construite juste à proximité du château. Entre 1973 et 1975, le Village des enfants est construit dans le parc et, de 1976 à 1981, il sert partiellement de dépôt au moment de la construction du pont de la Liberté ; à cette occasion, la configuration du terrain change partiellement, des arbres sont abattus et le cours de certains ruisseaux est détourné.

## Flore

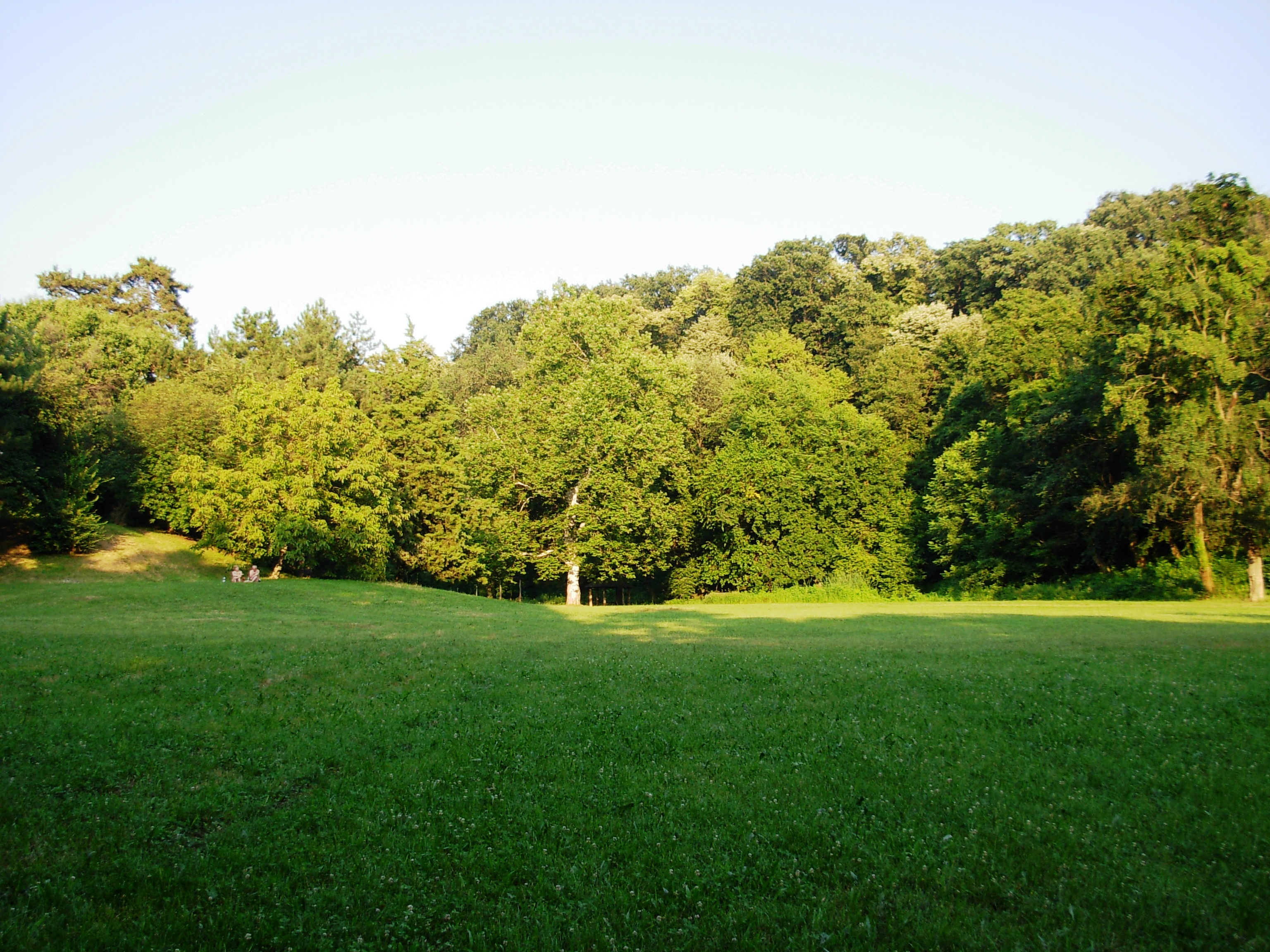
Vue du parc

Sur le plan de la flore, le parc de Kamenica abrite 88 espèces d'arbres, d'arbrisseaux et d'arbustes. On y rencontre le Genévrier de Virginie (Juniperus virginiana), le Mélèze commun (Larix decidua), le Pin noir (Pinus nigra), le Pin sylvestre (Pinus sylvestris), Pin blanc (Pinus strobus) et l'If commun (Taxus baccata). On y trouve trois espèces d'érables : l'Érable champêtre (Acer campestre), l'Érable plane (Acer platanoides) et l'Érable sycomore (Acer pseudoplatanus), ainsi que deux espèces de marronniers : le Marronnier d'Inde (Aesculus hippocastanum) et le Pavier rouge (Aesculus pavia) ; on y trouve également l'Ailante glanduleux (Ailanthus altissima), le Faux-indigo (Amorpha fruticosa), le Bouleau verruqueux (Betula pendula), le Mûrier à papier (Broussonetia papyrifera), le Charme commun (Carpinus betulus), l'Arbre aux haricots (Catalpa bignonioides), le Micocoulier de Provence (Celtis australis) et le Micocoulier occidental (Celtis occidentalis). D'autres espèces poussent dans le parc, comme l'Arbre de Judée (Cercis siliquastrum), le Noisetier (Corylus avellana) et le Noisetier de Byzance (Corylus colurna), le Frêne à feuilles étroites (Fraxinus angustifolia), le Frêne élevé (Fraxinus excelsior), le Frêne à fleurs (Fraxinus ornus), le Févier d'Amérique ( Gleditsia triacanthos), le Gros févier (Gymnocladus dioica).

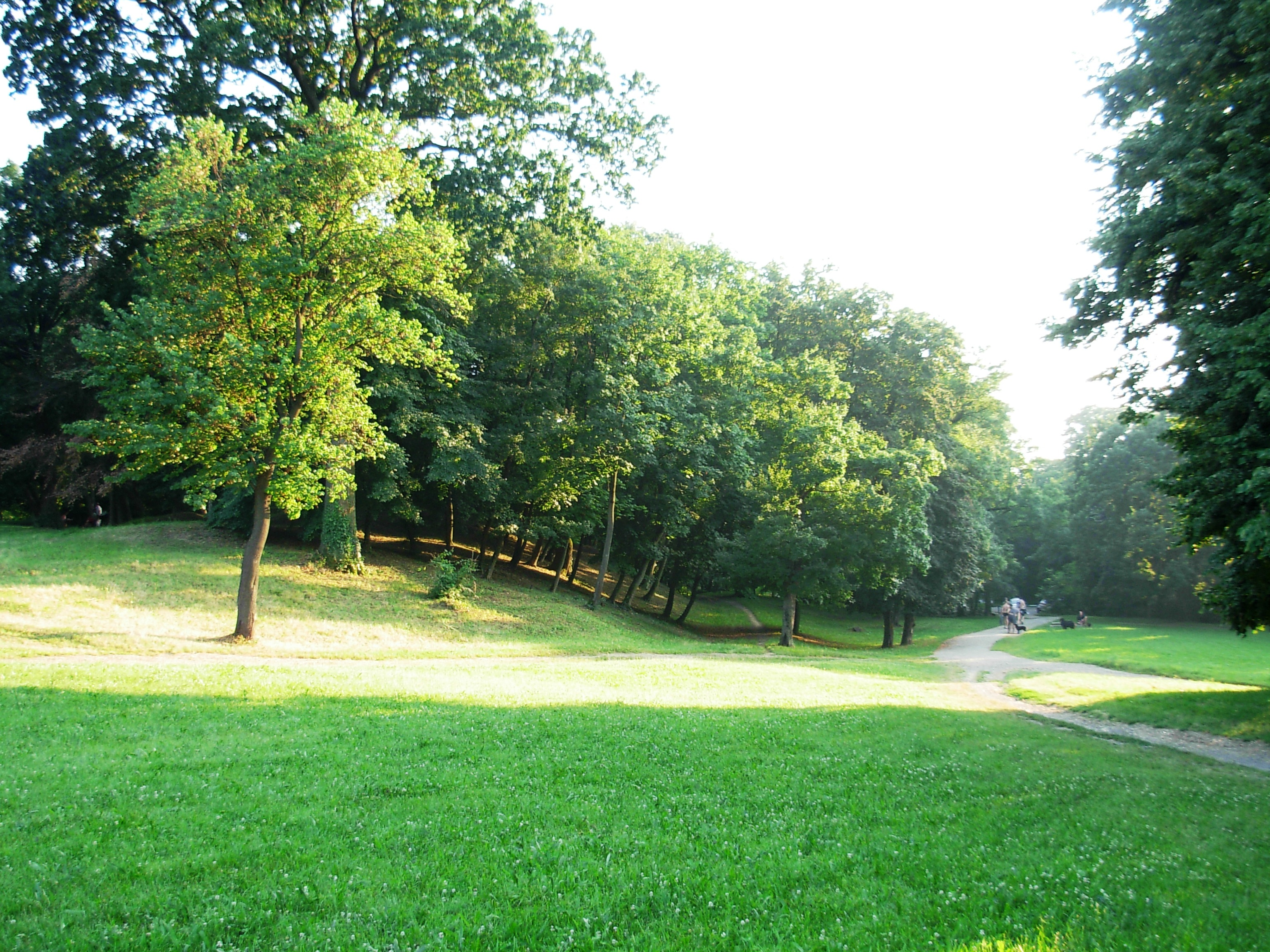
Autre vue du parc

Parmi les autres arbres, on peut citer deux espèces de noyers, le Noyer noir (Juglans nigra) et le Noyer commun (Juglans regia), l'Oranger des Osages (Maclura pomifera), le Pommier domestique (Malus domestica), le Poirier sauvage (Pyrus pyraster) et trois espèces du genre Prunus : le Merisier (Prunus avium), le Prunier-cerise (Prunus cerasifera) et le Prunellier (Prunus spinosa). On y compte aussi trois espèces de platanes : le Platane commun (Platanus acerifolia), le Platane d'Amérique (Platanus occidentalis), le Platane d'Orient (Platanus orientalis) ; trois espèces de peupliers : le Peuplier blanc (Populus alba), le Peuplier noir (Populus nigra) et le Tremble (Populus tremula) ; sept espèces de chênes : le Chêne chevelu (Quercus cerris), le Chêne de Hongrie (Quercus frainetto), le Chêne rouvre (Quercus petraea), le Chêne pédonculé (Quercus robur), le Chêne rouge d'Amérique (Quercus rubra), le Chêne pubescent (Quercus pubescens) et le Chêne de Virgile (Quercus virgiliana), une sous-espèce du Chêne pubescent. Le parc abrite aussi le Ptérocaryer du Caucase (Pterocarya fraxinifolia), le Sumac vinaigrier (Rhus typhina), le Robinier faux-acacia (Robinia pseudoacacia), le Saule blanc (Salix alba), le Sophora du Japon (Sophora japonica), l'Alisier torminal (Sorbus torminalis), le Tilleul à petites feuilles (Tilia cordata), le Tilleul à grandes feuilles (Tilia platyphyllos) et le Tilleul argenté (Tilia tomentosa) et l'Orme champêtre (Ulmus campestris).

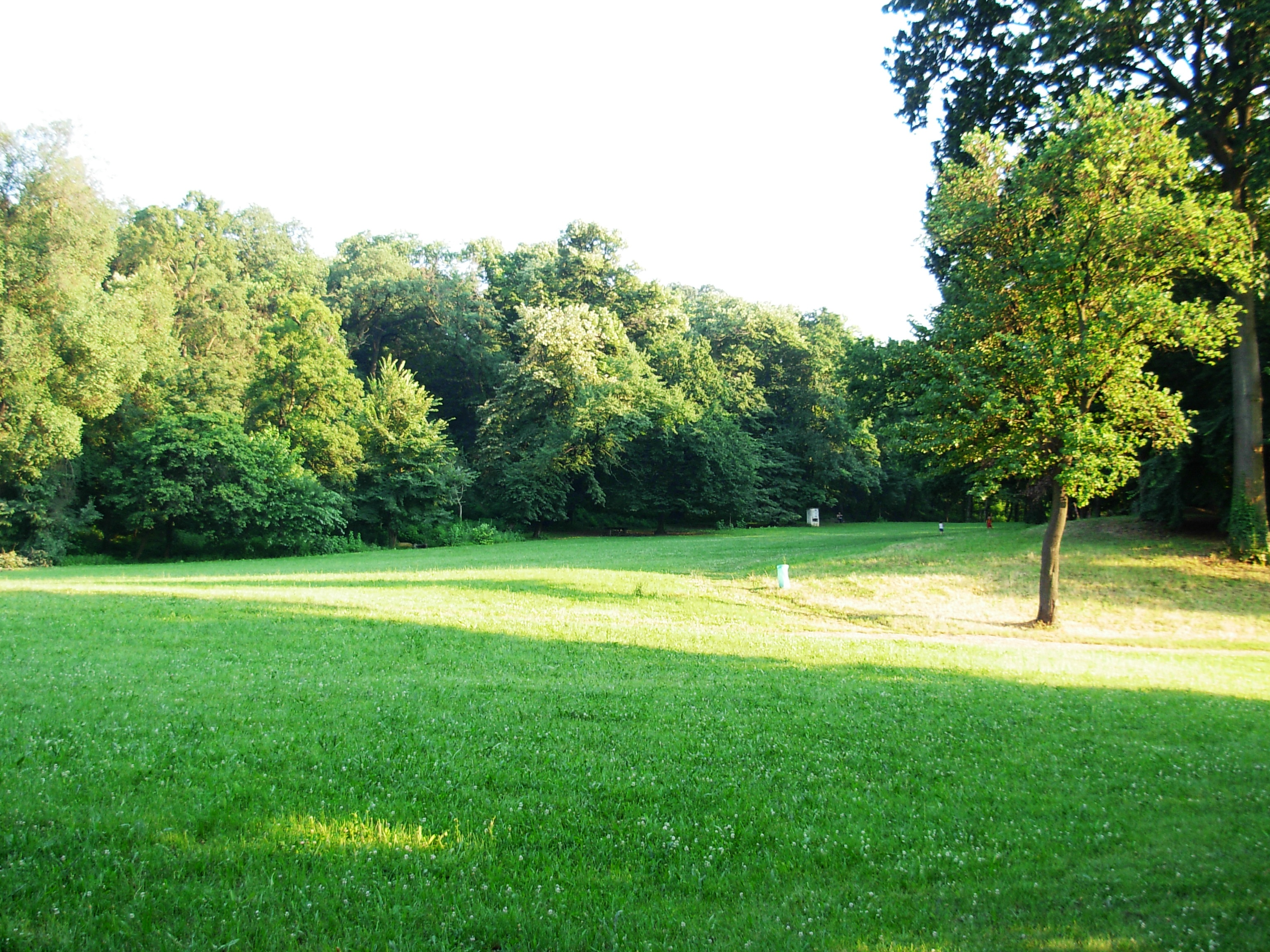
Autre vue du parc

Parmi les arbustes figurent l'Épine-vinette (Berberis vulgaris), le Cornouiller mâle (Cornus mas) et le Cornouiller sanguin (Cornus sanguinea), l'Aubépine monogyne (Crataegus monogyna), l'Éléagne à feuilles étroites (Elaeagnus angustifolia), le Fusain d'Europe (Evonymus europaea), le Genêt des teinturiers (Genista tinctoria ou Genista elata), le Chèvrefeuille (Lonicera), le Troène commun (Ligustrum vulgare), le Mahonia faux houx (Mahonia aquifolium), le Mûrier blanc (Morus alba) et le Mûrier noir (Morus nigra), la Vigne vierge vraie (Parthenocissus quinquefolia), le Nerprun purgatif (Rhamnus cathartica) et la Bourdaine (Rhamnus frangula), le Fragon faux houx (Ruscus aculeatus) et le Fragon à langues (Ruscus hypoglossum), le Grand Sureau (Sambucus nigra), la Viorne lantane (Viburnum lantana) et la Viorne obier (Viburnum opulus) et des plantes ligneuses comme la Clématite des haies (Clematis vitalba), le Lierre grimpant (Hedera helix), le Rosier des Chiens (Rosa canina), la Ronce bleue (Rubus caesius), la Glycine de Chine (Wisteria sinensis), le Gui (Viscum album) et la Vigne sauvage (Vitis silvestris).
Parmi les autres plantes, médicinales ou toxiques, on peut signaler la Petite pervenche (Vinca minor), la Pivoine hellébore (Helleborus odorus), la Renoncule (Ranunculus), la Morelle noire (Solanum nigrum) et la Douce-amère (Solanum dulcamara), l'Armoise commune (Artemisia vulgaris), la Grande Chélidoine (Chelidonium majus), l'Alkékenge (Physalis alkekengi) et l'Asclépiade de Syrie (Asclepias syriaca).

## Champignons
Le parc abrite 71 espèces de champignons.

## Faune

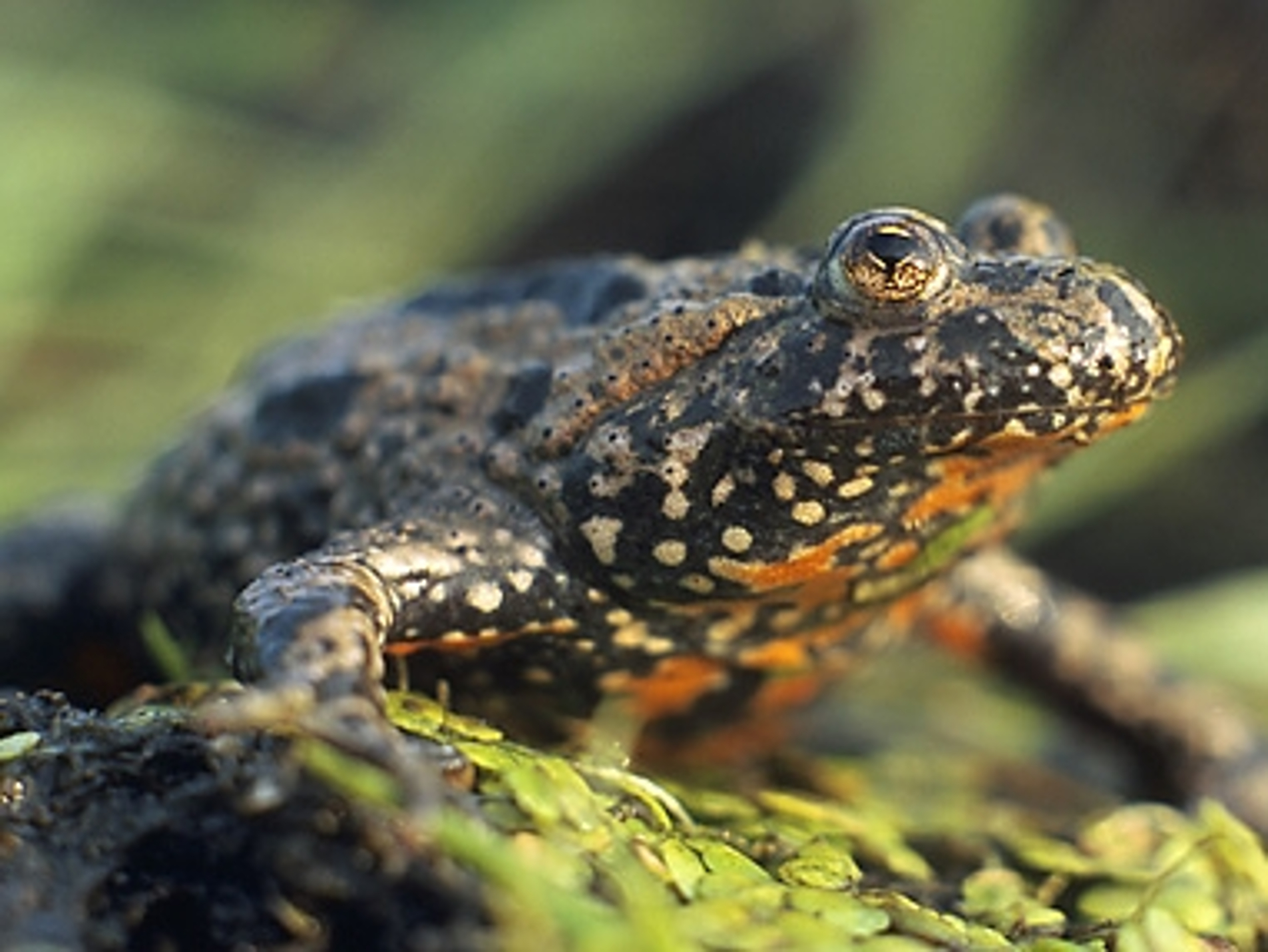
Le sonneur à ventre de feu

Parmi les mammifères vivant dans le parc, on peut citer le renard roux (Vulpes vulpes), le chevreuil (Capreolus capreolus), le lièvre d'Europe (Lepus europaeus) ou encore le putois (Mustela putorius), la belette (Mustela nivalis) et le blaireau européen (Meles meles) ; on y rencontre aussi des écureuils roux (Sciurus vulgaris), des hérissons orientaux (Erinaceus concolor), des taupes (Talpa europaea), des loirs (Glis glis), des murins de Natterer (Myotis nattereri), des mulots sylvestres (Apodemus sylvaticus) et des rats musqués (Ondatra zibethicus).
Les reptiles sont représentés par des espèces comme la couleuvre à collier (Natrix natrix), la couleuvre tessellée (Natrix tessellata), la couleuvre d'Esculape (Zamenis longissimus) et l'orvet (Anguis fragilis) ; on y trouve aussi des sauriens comme la cistude (Emys orbicularis), le lézard vert (Lacerta viridis) ou le lézard des murailles (Podarcis muralis). Les amphibiens sont présents dans le parc à travers des espèces comme le sonneur à ventre de feu (Bombina bombina), le crapaud commun (Bufo bufo), le crapaud vert (Bufo viridis), la rainette verte (Hyla arborea), la grenouille verte (Pelophylax kl. esculentus), la grenouille rieuse (Pelophylax ridibundus) et le triton ponctué (Lissotriton vulgaris).

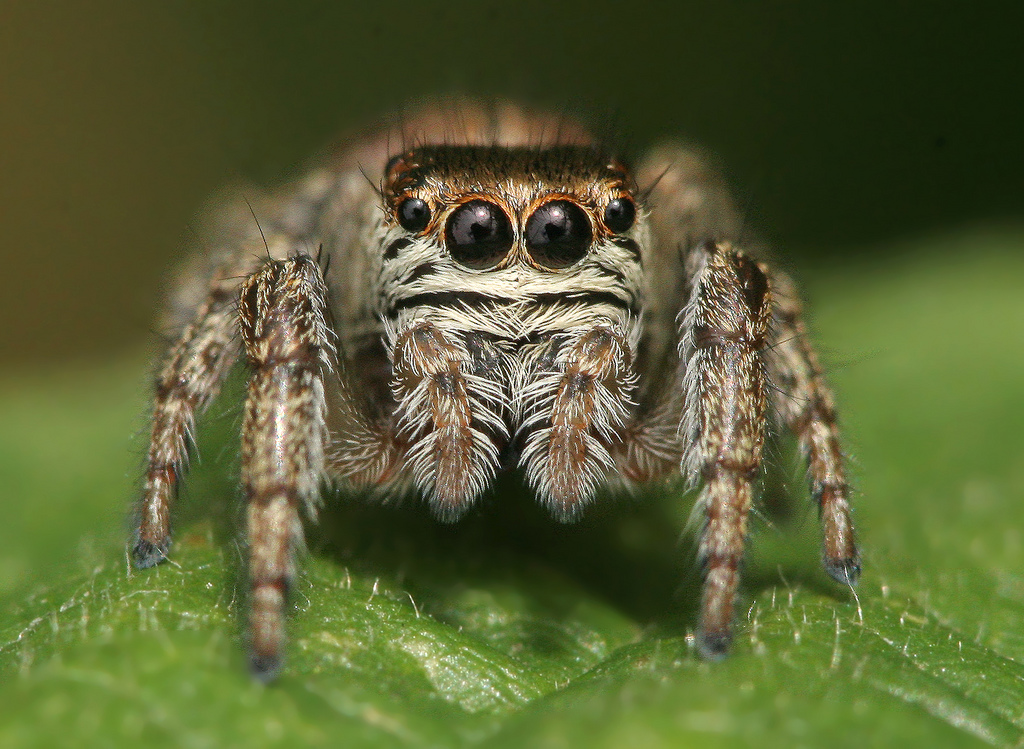
L'araignée crabe

Les araignées et les insectes sont présents dans le parc à travers de nombreuses espèces. Y vivent entre autres l'argiope frelon (Argiope bruennichi), l'épeire diadème (Araneus diadematus), la thomise globuleuse (Synema globosum), la pisaure admirable (Pisaura mirabilis) et l'araignée crabe (Evarcha arcuata) ; parmi les espèces d'insectes, on peut citer le lucane cerf-volant (Lucanus cervus), le Paon-du-jour (Aglais io), la Piéride du chou (Pieris brassicae), l'Argus bleu (Polyommatus icarus), le scarabée rhinocéros européen (Oryctes nasicornis), le sympétrum rouge sang (Sympetrum sanguineum), l'agrion jouvencelle (Coenagrion puella), le phanéroptère méridional (Phaneroptera nana), la cigale des montagnes (Cicadetta montana), le carabe treillissé (Carabus cancellatus), la punaise arlequin (Graphosoma lineatum), le Capricorne du chêne (Cerambyx cerdo), le gendarme (Pyrrhocoris apterus), la cétoine dorée (Cetonia aurata), le clairon des abeilles (Trichodes apiarius), la coccinelle à sept points (Coccinella septempunctata), le xylocope violet (Xylocopa violacea), le frelon européen (Vespa crabro) ou la mante religieuse (Mantis religiosa).
Parmi les gastéropodes, on peut citer : l'escargot de Bourgogne (Helix pomatia), l'escargot des buissons (Cepaea vindobonensis), l'hélice cerise (Fruticicola fruticum ou Bradybaena fruticum), l'ambrette commune (Succinea putris), la limnée des étangs (Stagnicola palustris), la planorbe des étangs (Planorbarius corneus), la limace léopard (Limax maximus), la nérite du Danube (Theodoxus danubialis) et la nérite des rivières (Nérite des rivières).
Parmi les poissons fréquemment pêchés dans le Danube sur la rive du parc figurent des perches ( Perca fluviatilis), des aspes (Aspius aspius), des rotengles (Scardinius erythrophthalmus), des chabots (Cottus gobio), des brèmes (Abramis brama), des sandres (Sander lucioperca), des silures glanes (Silurus glanis) et des brochets (Esox lucius).

### Oiseaux
Le parc abrite 88 espèces d'oiseaux. Le classement ci-dessous présente les espèces en fonction de la fréquence d'observation.
- Grèbe castagneux (Tachybaptus ruficollis)
- Grand Cormoran (Phalacrocorax carbo)
- Cormoran pygmée (Phalacrocorax pygmeus)
- Héron cendré (Ardea cinerea)
- Aigrette garzette (Egretta garzetta)
- Bihoreau gris (Nycticorax nycticorax)
- Cigogne blanche (Ciconia ciconia)
- Cigogne noire (Ciconia nigra)
- Cygne tuberculé (Cygnus olor)
- Canard colvert (Anas platyrhynchos)
- Sarcelle d'été (Anas querquedula)
- Pygargue à queue blanche (Haliaeetus albicilla)
- Buse variable (Buteo buteo)
- Épervier d'Europe (Accipiter nisus)
- Autour des palombes (Accipiter gentilis)
- Faucon crécerelle (Falco tinnunculus)
- Faucon hobereau (Falco subbuteo)
- Faisan de Colchide (Phasianus colchicus)
- Foulque macroule (Fulica atra)
- Gallinule poule-d'eau (Gallinula chloropus)
- Grue cendrée (Grus grus)
- Chevalier guignette (Actitis hypoleucos)
- Mouette rieuse (Chroicocephalus ridibundus)
- Goéland pontique (Larus cacchinans)
- Pigeon ramier (Columba palumbus)
- Pigeon domestique (Columba livia f. domestica)
- Tourterelle turque (Streptopelia decaocto)
- Coucou gris (Cuculus canorus)
- Chouette hulotte (Strix aluco)
- Hibou moyen-duc (Asio otus)
- Martinet noir (Apus apus)
- Martin-pêcheur d'Europe (Alcedo atthis)
- Huppe fasciée (Upupa epops)
- Pic vert (Picus viridis)
- Pic épeiche (Dendrocopos major)
- Pic syriaque (Dendrocopos syriacus)
- Pic mar (Dendrocopos medius)
- Pic épeichette (Dendrocopos minor)
- Alouette des champs (Alauda arvensis)
- Cochevis huppé (Galerida cristata)
- Hirondelle rustique (Hirundo rustica)
- Hirondelle de fenêtre (Delichon urbica)
- Bergeronnette grise (Motacilla alba)
- Bergeronnette des ruisseaux (Motacilla cinerea)
- Troglodyte mignon (Troglodytes troglodytes)
- Rouge-gorge familier (Erithacus rubecula)
- Rossignol philomèle (Luscinia megarhynchos)
- Rougequeue à front blanc (Phoenicurus phoenicurus)
- Rougequeue noir (Phoenicurus ochruros)
- Tarier pâtre (Saxicola torquatus)
- Grive musicienne (Turdus philomelos)
- Grive mauvis (Turdus iliacus)
- Grive litorne (Turdus pilaris)
- Grive draine (Turdus viscivorus)
- Merle noir (Turdus merula)
- Fauvette à tête noire (Sylvia atricapilla)
- Fauvette grisette (Sylvia communis)
- Pouillot véloce (Phylloscopus collybita)
- Roitelet huppé (Regulus regulus)
- Gobemouche gris (Muscicapa striata)
- Gobemouche à collier (Ficedula albicollis)
- Gobemouche noir (Ficedula hypoleuca)
- Mésange charbonnière (Parus major)
- Mésange bleue (Parus caeruleus)
- Mésange noire (Parus ater)
- Mésange nonnette (Poecile palustris)
- Mésange à longue queue (Aegithalos caudatus)
- Sittelle torchepot (Sitta europea)
- Grimpereau des jardins (Certhia brachydactyla)
- Pie-grièche écorcheur (Lanius collurio)
- Pie bavarde (Pica pica)
- Geai des chênes (Garrulus glandarius)
- Choucas des tours (Corvus monedula)
- Corbeau freux (Corvus frugilegus)
- Corneille mantelée (Corvus cornix)
- Grand Corbeau (Corvus corax)
- Étourneau sansonnet (Sturnus vulgaris)
- Loriot d'Europe (Oriolus oriolus)
- Moineau domestique (Passer domesticus)
- Moineau friquet (Passer montanus)
- Pinson des arbres (Fringilla coelebs)
- Pinson du Nord (Fringilla montifringilla)
- Chardonneret élégant (Carduelis carduelis)
- Verdier d'Europe (Carduelis chloris)
- Tarin des aulnes (Carduelis spinus)
- Serin cini (Serinus serinus)
- Bouvreuil pivoine (Pyrrhula pyrrhula)
- Gros-bec casse-noyaux (Coccothraustes coccothraustes)